# 比利亚尔戈尔多德尔胡卡尔
比利亚尔戈尔多德尔胡卡尔，是西班牙卡斯蒂利亚-拉曼恰自治区阿尔瓦塞特省的一个市镇。 总面积47km², 总人口1246人（2001年），人口密度27人/km²。